# Klemen Bergant
Klemen Bergant (Lubiana, 14 settembre 1966) è un allenatore di sci alpino ed ex sciatore alpino sloveno; prima della dissoluzione della Jugoslavia (1991) gareggiò per la nazionale jugoslava.

## Biografia
Sciatore polivalente, Bergant ottenne un unico piazzamento a punti in Coppa del Mondo, il 30 novembre 1986 a Sestriere in slalom gigante (14º); nella stagione seguente partecipò ai XV Giochi olimpici invernali di Calgary 1988, sua prima presenza olimpica, dove si classificò 16º nel supergigante, 15º nello slalom gigante e non completò lo slalom speciale. Ai successivi XVI Giochi olimpici invernali di Albertville 1992, suo congedo agonistico, si piazzò 24º nello slalom speciale; dopo il ritiro è divenuto allenatore nei quadri della Federazione sciistica della Slovenia.

## Palmarès

### Coppa del Mondo
- Miglior piazzamento in classifica generale: 95º nel 1987

### Campionati jugoslavi
- 2 medaglie (dati parziali)[1]:
  - 1 oro (slalom speciale nel 1987)
  - 1 bronzo (slalom gigante nel 1987)